# Centro de Investigación para el Desarrollo
| Fundación:         | 1984          |
| Presidente:        | Luis Rubio    |
| Directora General: | Verónica Baz  |
| Sede:              | México, D.F.  |
| Sitio Web:         | www.cidac.org |

El CIDAC (Centro de Investigación para el Desarrollo, A.C.) es una institución independiente, sin fines de lucro, dedicada al análisis y propuesta de políticas viables para el desarrollo democrático y económico de México. La institución promueve el debate sobre:
- Estado de derecho y democracia.
- Economía de mercado.
- Desarrollo social.
- Fortalecimiento de la relación entre México y Estados Unidos.

CIDAC ofrece los resultados de su trabajo al público en general para influir en la toma de decisiones de legisladores, autoridades gubernamentales a nivel federal, estatal y municipal, gente de negocios y líderes sindicales. 
CIDAC se fundó en 1984, cuando el Instituto para Banca y Finanzas (IBAFIN) se transformó en un centro de investigación en el área del desarrollo económico. 

## Actividades
Las actividades centrales del CIDAC incluyen reportes semanales de análisis político, publicación de libros y artículos periodísticos y revistas, participación en debates, foros internacionales y grupos de estudio, y consultoría profesional.

### Publicaciones
CIDAC publica los boletines electrónicos Propuestas de Cambio, Análisis Político Semanal, CIDAC Opina y CIDAC Recomienda. La institución ha producido más de 40 libros desde su fundación [cita requerida], entre los más recientes se encuentran «La política de competencia en México, México 2025: el futuro se construye hoy»[cita requerida], y «Los retos de la eficacia y la eficiencia en la seguridad ciudadana y la justicia».[cita requerida]

## Financiamiento
CIDAC se financia a través de donativos otorgados por instituciones de cooperación, empresas y personas a título individual. La organización cuenta con un patrimonio institucional establecido por un fideicomiso de Banamex. CIDAC no recibe fondos de partidos políticos o candidatos a puestos de elección popular.[cita requerida]
Los recursos administrados por CIDAC son sometidos a la supervisión de su Junta de Gobierno, integrada por miembros reconocidos en el ámbito académico y empresarial de México, y auditados de manera periódica por un despacho externo.
Entre los donantes que han apoyado la labor de CIDAC se encuentran:
- Fundación Ford
- Fundación Friedrich Naumann
- Fundación John D. and Catherine T. MacArthur
- Fundación William and Flora Hewlett
- Fundación Tinker
- Banco Interamericano de Desarrollo